# Kaliska Brygada Obrony Narodowej

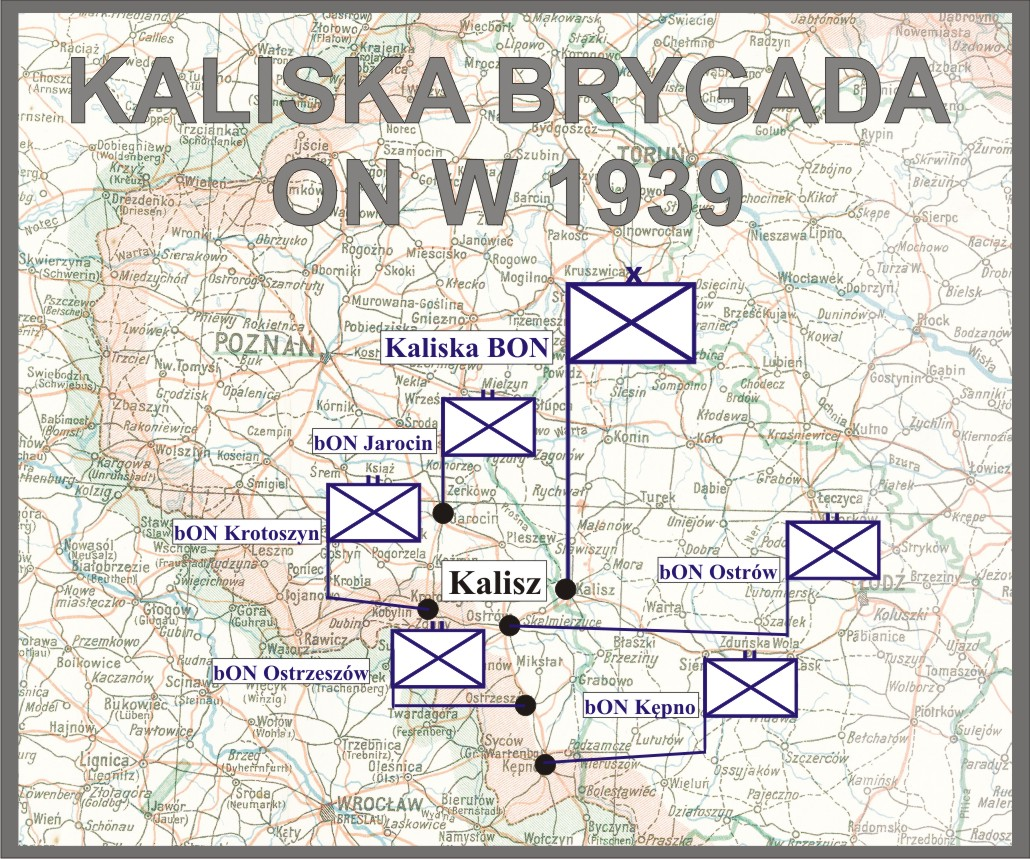
Kaliska ON

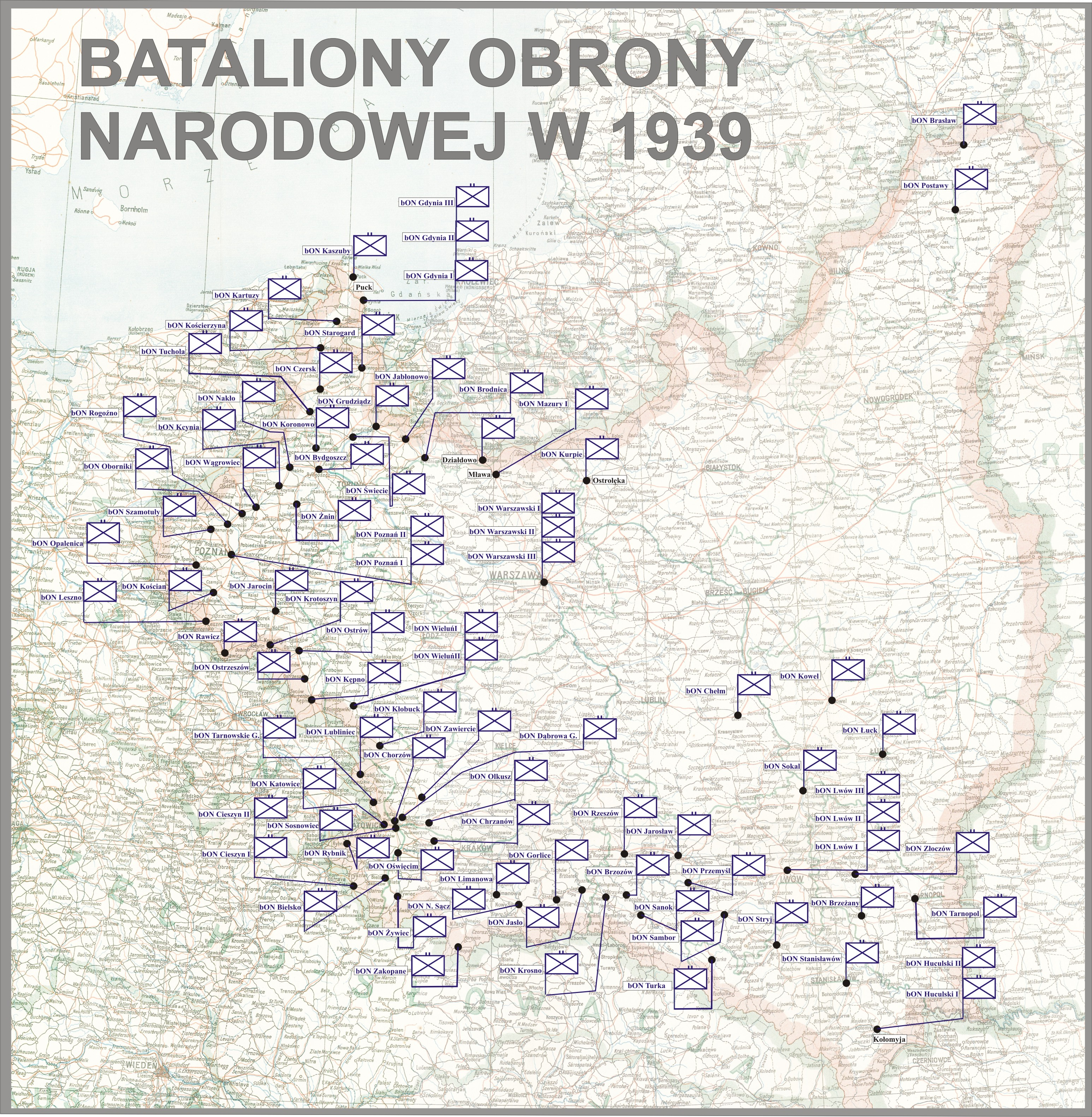
Obrona Narodowa w 1939

Kaliska Brygada Obrony Narodowej – brygada Obrony Narodowej Wojska Polskiego II Rzeczypospolitej.

## Historia brygady
Kaliska Brygada ON została sformowana w maju 1939 roku na terenie Okręgu Korpusu Nr VII. Dowództwo brygady zostało lokowane w garnizonie Kalisz. Pod względem mobilizacji materiałowej było przydzielone do 56 pułku piechoty wielkopolskiej. W skład brygady weszło pięć batalionów ON typu IV:
- Kępiński batalion ON,
- Jarociński batalion ON,
- Krotoszyński batalion ON,
- Ostrowski batalion ON,
- Ostrzeszowski batalion ON[1].

Jarociński batalion ON po dyslokacji do Koźmina został przemianowany na Koźmiński batalion ON.
W lipcu 1939 roku dowódca Armii „Poznań”, generał dywizji Tadeusz Kutrzeba podporządkował, pod względem taktycznym, dowódcom wielkich jednostek piechoty i kawalerii wszystkie brygady i bataliony ON znajdujące się w pasie działania armii, a mianowicie:
- dowódcy Wielkopolskiej Brygady Kawalerii - bataliony: Kościański batalion ON, Leszczyński batalion ON i Rawicki batalion ON ze składu Poznańskiej Brygady ON oraz Koźmiński batalion ON ze składu Kaliskiej Brygady ON;
- dowódcy 25 Dywizji Piechoty - dowództwo Kaliskiej Brygady ON z podległymi batalionami: Krotoszyńskim i Ostrowskim.

Pozostałe dwa bataliony wchodzące w skład Kaliskiej Brygady ON: Kępiński i Ostrzeszowski znalazły się w pasie działania Armii „Łódź” i zostały podporządkowane, pod względem taktycznym, dowódcy 10 Dywizji Piechoty.

## Organizacja i obsada personalna brygady
- Dowództwo Kaliskiej Brygady ON
  - dowódca - płk Franciszek Sudoł
  - szef sztabu - kpt. Szymon Bawół
- Kępiński batalion ON - kpt. Romuald Jungst-Koralewski
- Koźmiński batalion ON - kpt. Antoni Kostrzewa
- Krotoszyński batalion ON - kpt. Adolf Jusof
- Ostrowski batalion ON - mjr Antoni Bukała
- Ostrzeszowski batalion ON - kpt. Józef Waydowicz